# Fur (volk)

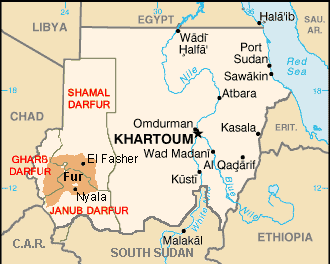
Verspreiding van de taal Fur

De Fur of Foer (fòòrà in het Fur, فور in het Arabisch) vormen een 3,5 miljoen groot volk uit het westen van Soedan, vooral uit de regio Darfur. Een kleine minderheid van Foer leeft over de grens in Tsjaad. Dit van oorsprong Afrikaanse volk leeft in nederzettingen en verbouwt vooral gierst.
De Fur-samenleving wordt traditioneel geleid door de dorpsoudsten. De voertaal is de gelijknamige Nilo-Saharaanse taal Fur, al zijn sommige mensen die tot dit volk behoren meer recentelijk ook Arabisch gaan spreken. Het zijn moslims die zich kleden naar Arabische gebruiken en Arabische namen hebben aangenomen na de verovering en de bekering tot de islam in de 13e eeuw.
De levenswijze van de Foer leidt tot conflicten over toegang tot water en weidegebieden met de nomadische Baggara, veehouders die ook in deze regio leven. Deze conflicten spelen met name in het Jebel Marra-gebergte, waar de beste landbouwgrond te vinden is. Deze etnische en economische spanningen leidden tot het Darfur-conflict dat in 2003 oplaaide.